# Abschlag (Numismatik)

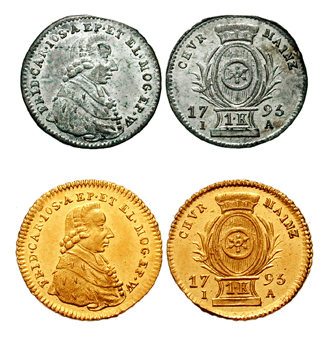
Erzbistum Mainz, ½ Dukat 1795, Goldabschlag

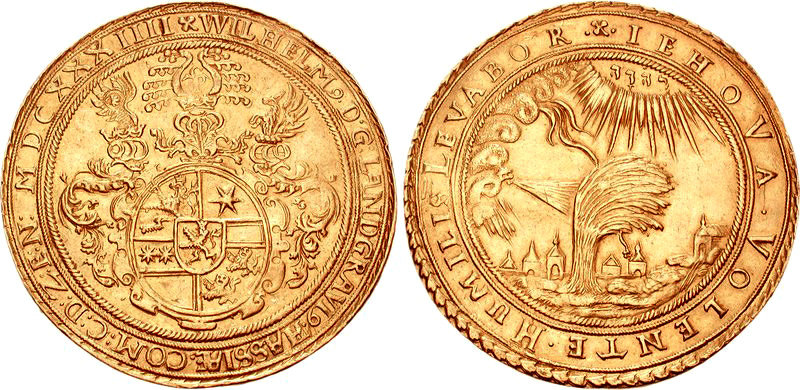
Hessen-Kassel, Goldabschlag von den Weidenbaum-Doppeltalerstempeln von 1634 zu 10 Dukaten

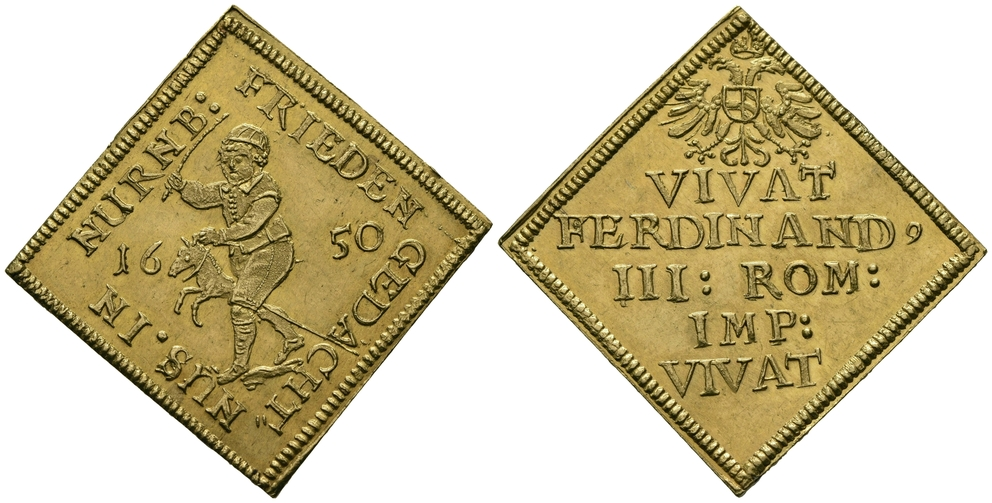
Reichsstadt Nürnberg, Steckenreiter, ein Goldabschlag von den Stempeln der Silberklippe von 1650 auf den Westfälischen Frieden

Ein Abschlag ist besonders eine Prägung in einem Metall, für das der betreffende Münzstempel nicht bestimmt ist, zum Beispiel Prägung mit einem Kreuzerstempel in Gold statt in dem zu verwendenden Münzmetall Billon. Es sind erste Prägungen, die zwar mit einem normalen Münzstempel ausgeführt wurden, jedoch nicht mit den dafür vorgesehenen Münzplatten bzw. Ronden oder Rohlinge. Bekannt sind auch Abschläge von Silbermedaillen in Gold im Dukatengewicht, die dadurch als Münze verwendet werden konnten.

## Erläuterung
Abschläge sind Gepräge, die unter Verwendung von Originalstempeln in einem nicht zu den Normalausführungen passenden Währungsmetall hergestellt sind. Oft wurden die ersten Münzen einer neu eingeführten Prägung aus Silber in Gold, oder aus Kupfer in Gold oder Silber geprägt. Die Probestücke aus Edelmetall, auch Erstabschläge genannt, erhielt der Münzherr bzw. Landesfürst. Sie wurden auch als Spekulationsprägungen des Münzmeisters geschlagen.
Die mit Talerstempeln geprägten Mehrfachdukaten (Goldabschläge) waren als Kurantmünzen umlauffähig. Sie waren aber in der Regel Donative. Das sind Münzen oder Medaillen, die als Geschenk verwendet wurden. Personen geringeren Standes erhielten Geschenkmünzen, die als Silberabschläge von Dukatenstempeln geprägt wurden.
Probeabschläge oder auch nur als Probe oder Probeprägung bezeichnete Gepräge sind Versuchsprägungen. Die Probeprägung dient der Erprobung eines Münzentwurfs, eines Münzstempels oder einer Prägemaschine. Probeabschläge sind oft in einem anderen Metall und Gewicht hergestellt als die endgültigen Münzen und wurden auch in unedlen Metallen ausgeführt. Es kommen u. a. Probeabschläge mit größeren oder klippenförmigen Schrötlingen vor sowie einseitige Proben eines Vorder- oder Rückseitenstempels.
Mitunter werden auch Nachprägungen von seltenen Münzen und Medaillen mit Originalstempeln als späterer Abschlag bezeichnet. Siehe zum Beispiel: Schmetterlingstaler / Nachprägung und Schmalkaldischer Bundestaler / Schautaler mit Herzog Moritz.